# Fels (moneta)

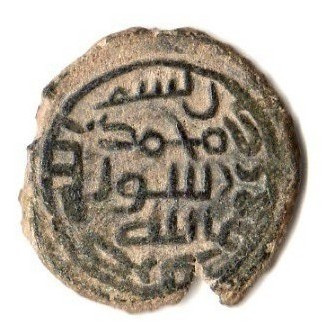
Miedziany fels kalifów z VIII wieku (Jordania)

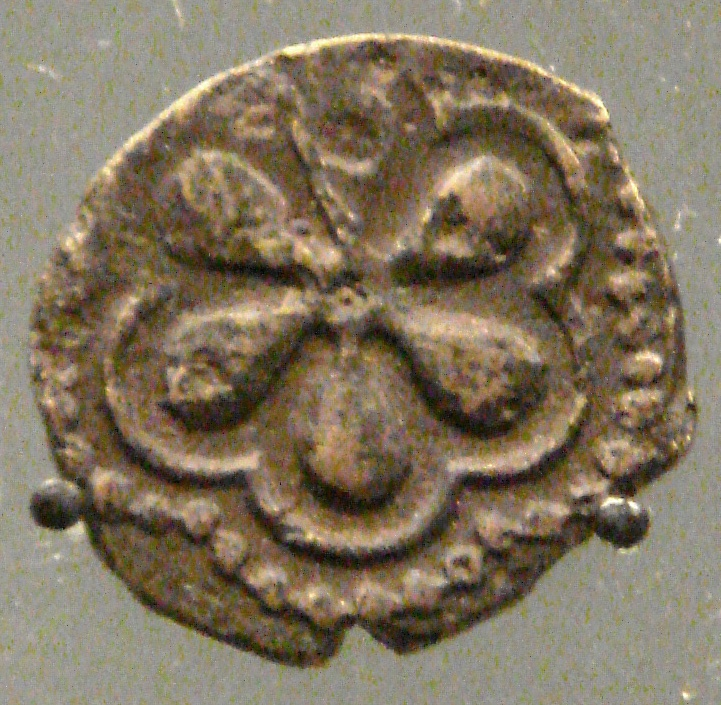
Egipski fels z I poł. XIV wieku

Fels (fals, fils, fulus) – miedziana moneta arabska bita od średniowiecza do 1917 roku, a także ogólne arabskie określenie monet miedzianych na przestrzeni wieków.
Nazwa pochodzi od folisa (łac. follis) – monety rozpowszechnionej w Bizancjum i początkowo naśladowanej (podrabianej) przez Arabów na zdobytych obszarach Bliskiego Wschodu (emisje monet ze zniekształconymi wyobrażeniami bizantyjskimi, lecz z napisami arabskimi). Po reformie monetarnej dokonanej w 695 r. przez kalifa Abd al-Malika fels pozbawiony został wszelkich wyobrażeń, nosząc jedynie odpowiednie inskrypcje arabskie (sentencję koraniczną, imię kalifa, datę, miejsce emisji itp.). Pierwotnie stanowił 1/48 srebrnego dirhema przy wadze wynoszącej od 1 do 9 gramów.
Od XI wieku nazwę felsa na monetach spotyka się rzadko (do 1258 r. w kalifacie bagdadzkim), gdy  zaczął on stopniowo tracić na znaczeniu. Wtedy jednak jako fulus przyjął się w emiracie Buchary, a w XIV–XV w. rozpowszechnił się jako główna moneta obiegowa w Egipcie mameluków, gdzie ok. 1350 r. stanowił 1/24 dirhema. Określenie to stosowano również wobec monet Wielkich Mogołów i szachów perskich. W świecie arabskim nazwy tej później używano powszechnie w odniesieniu do miedziaków, a w Maroku oraz Tunisie przetrwała ona do XIX wieku. 
W wielu krajach arabskich utrzymuje się tradycja nazywania filsem najmniejszych nominałów miejscowego pieniądza.